# Tre ekar

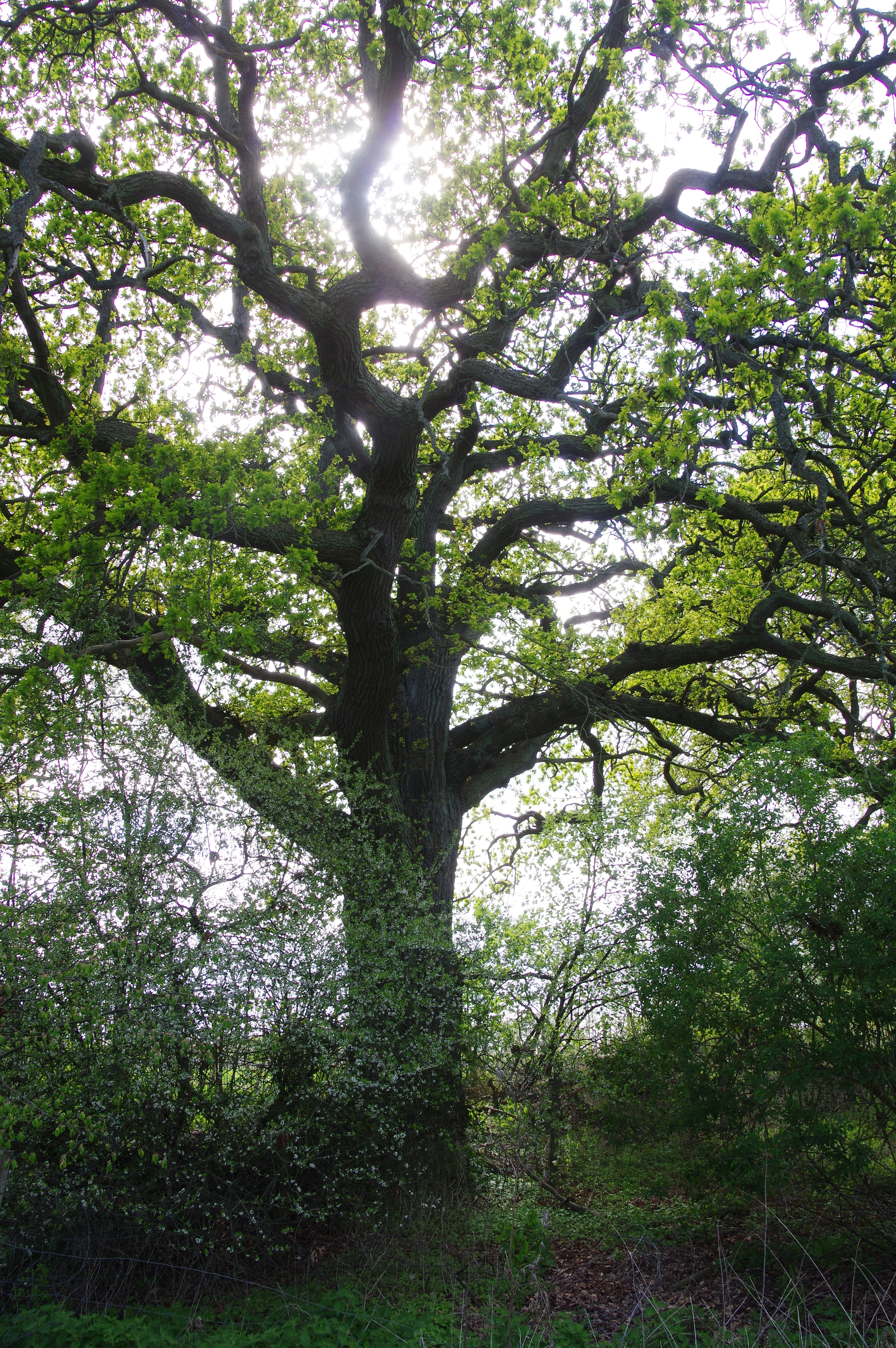
Den största av tre ekar

Tre ekar (3 Ekar, Filborna) är ett naturminne i stadsdelen Filborna i Helsingborg. De skyddades den 2 mars 1963 på grund av sin "egenart och skönhet". 
Omgivningarna har förändrats kraftigt sedan 1960-talet och idag står ekarna inklämda mellan ruderatmark och en fruktodling. De står i ett område med tät växtlighet och sly och är inte skyltade från vägen.
Vid en inventering år 2004 hade den största eken en omkrets på 4,8 meter och de andra två 3,8 meter respektive 3,25 meter mätta i brösthöjd och de platsar därmed inte på listan över jätteträd.